# Bolbocerodema zonatum
Bolbocerodema zonatum — вид жуков из подсемейства Bolboceratinae, семейства Навозники-землерои.

## Распространение
Встречается в южной части Приморского края.

## Описание
Жук в длину достигает 10,5 — 14 мм. Передняя граница чёрного пятна надкрылий проходит параллельно основаниям надкрылий. На вершине и основании надкрылий имеются чёрные поперечные пятна. Выпуклость на переднем крае переднеспинки самцов напоминает выпуклости другого вида жуков - лунного копра (Copris lunaris), из семейства пластинчатоусых (подсемейства скарабеин), позади рога на лбу самца, меж глаз, развиты два острых бугорка.